# Sportverein 1916 Sandhausen
Lo Sportverein 1916 Sandhausen e.V., abbreviato SV Sandhausen, è una società calcistica tedesca di Sandhausen, Baden-Württemberg. Milita in Regionalliga, la quarta serie del calcio tedesco.

## Storia
Il club fu fondato il 1º agosto 1916. Dopo un inizio difficile dovuto a problemi finanziari, superò in modo costante le basse divisioni fino a quando non raggiunse la promozione in Gauliga Baden nel 1930; la permanenza però fu breve e al termine del campionato la squadra retrocesse.
Nel 1943 il Sandhausen si unì con TSV Walldorf e VfB Wiesloch per formare il Kriegsspielgemeinschaft Walldorf-Wiesloch; questa fusione fu necessaria per poter giocare durante il tempo di guerra. Alla fine della seconda guerra mondiale la squadra fu sciolta e l'SG Sandhausen fu ricostituito nel tardo 1945 e una mezza dozzina di anni dopo riacquistò la denominazione originale.
La compagine giocò in Landesliga o in 2.Amateurliga fino al 1956, anno in cui venne promossa in Amateurliga Nordbaden. Nel 1977 fu vice-campione della divisione ed avanzò in Oberliga Baden-Württemberg, dove conquistò buoni piazzamenti nel corso degli anni. Il club fu campione di Oberliga per tre volte durante gli anni ottanta e campione delle squadre amatori nel 1993. Vinse nuovamente l'Oberliga nel 1995, nel 2000 e grazie alla vittoria del 2007 è riuscito ad avanzare in Regionalliga Süd (III).
La stagione 2007-2008 fu positiva per la squadra che si è accontentata di una comoda promozione in 3. Liga, anche se, per un periodo, ha lottato nella conquista all'accesso in 2. Bundesliga.
Il 21 aprile 2012, grazie al successo per 2-1 sul campo del Preußen Münster, la squadra ottenne con due giornate di anticipo dalla fine del campionato la certezza matematica della promozione in 2. Liga, la prima della propria storia.

## Palmarès

### Competizioni nazionali
- 3. Liga: 1

2011-2012

## Organico

### Rosa 2023-2024
Aggiornata al 16 novembre 2023.
| N. |                        | Ruolo | Calciatore             |
| -- | ---------------------- | ----- | ---------------------- |
| 1  | Germania (bandiera)    | P     | Nikolai Rehnen         |
| 3  | Germania (bandiera)    | D     | Christoph Ehlich       |
| 4  | Germania (bandiera)    | D     | Tim Knipping           |
| 5  | Austria (bandiera)     | C     | Lion Schuster          |
| 6  | Germania (bandiera)    | C     | Abu-Bekir Ömer El-Zein |
| 7  | Stati Uniti (bandiera) | C     | Joe-Joe Richardson     |
| 8  | Germania (bandiera)    | A     | Richard Meier          |
| 9  | Camerun (bandiera)     | A     | Franck Evina           |
| 10 | Germania (bandiera)    | A     | Rouwen Hennings        |
| 11 | Germania (bandiera)    | C     | Livan Burcu            |
| 14 | Germania (bandiera)    | D     | Max Geschwill          |
| 15 | Germania (bandiera)    | C     | Alexander Mühling      |
| 16 | Germania (bandiera)    | C     | Alexander Fuchs        |

| N. |                     | Ruolo | Calciatore                  |
| -- | ------------------- | ----- | --------------------------- |
| 17 | Germania (bandiera) | A     | David Otto                  |
| 18 | Germania (bandiera) | D     | Dennis Diekmeier (capitano) |
| 19 | Germania (bandiera) | D     | Luca-Milan Zander           |
| 20 | Germania (bandiera) | C     | Tim Maciejewski             |
| 21 | Germania (bandiera) | D     | Felix Göttlicher            |
| 22 | Germania (bandiera) | P     | Timo Königsmann             |
| 26 | Francia (bandiera)  | C     | Yassin Ben Balla            |
| 27 | Germania (bandiera) | D     | Lucas Laux                  |
| 30 | Germania (bandiera) | P     | Daniel Klein                |
| 31 | Germania (bandiera) | D     | Jonas Weik                  |
| 32 | Kosovo (bandiera)   | C     | Diamant Lokaj               |
| 35 | Germania (bandiera) | D     | Dennis Egel                 |
| 36 | Germania (bandiera) | A     | Sebastian Stolze            |

### Rosa 2022-2023
Aggiornata al 5 febbraio 2023.
| N. |                                 | Ruolo | Calciatore                  |
| -- | ------------------------------- | ----- | --------------------------- |
| 1  | Germania (bandiera)             | P     | Patrick Drewes              |
| 2  | Russia (bandiera)               | D     | Aleksandr Žirov             |
| 3  | Bosnia ed Erzegovina (bandiera) | D     | Dario Đumić                 |
| 5  | Germania (bandiera)             | C     | Marcel Mehlem               |
| 6  | Germania (bandiera)             | C     | Abu-Bekir Ömer El-Zein      |
| 8  | Germania (bandiera)             | C     | Christian Kinsombi          |
| 9  | Rep. Ceca (bandiera)            | A     | Matěj Pulkrab               |
| 10 | Germania (bandiera)             | C     | David Kinsombi              |
| 11 | Germania (bandiera)             | C     | Philipp Ochs                |
| 14 | Marocco (bandiera)              | A     | Hamadi Al Ghaddioui         |
| 15 | Germania (bandiera)             | D     | Immanuel Höhn               |
| 17 | Germania (bandiera)             | C     | Erik Zenga                  |
| 18 | Germania (bandiera)             | D     | Dennis Diekmeier (capitano) |
| 19 | Kosovo (bandiera)               | D     | Bashkim Ajdini              |
| 21 | Germania (bandiera)             | P     | Timo Königsmann             |

| N. |                        | Ruolo | Calciatore         |
| -- | ---------------------- | ----- | ------------------ |
| 22 | Austria (bandiera)     | C     | Marcel Ritzmaier   |
| 23 | Germania (bandiera)    | A     | Ahmed Kutucu       |
| 24 | Germania (bandiera)    | C     | Merveille Papela   |
| 25 | Senegal (bandiera)     | D     | Oumar Diakhité     |
| 26 | Germania (bandiera)    | C     | Janik Bachmann     |
| 27 | Germania (bandiera)    | D     | Arne Sicker        |
| 29 | Svizzera (bandiera)    | A     | Kemal Ademi        |
| 30 | Germania (bandiera)    | A     | Alexander Esswein  |
| 32 | Germania (bandiera)    | D     | Raphael Framberger |
| 33 | Germania (bandiera)    | P     | Nikolai Rehnen     |
| 36 | Inghilterra (bandiera) | D     | Chima Okoroji      |
| 37 | Israele (bandiera)     | C     | Josef Ganda        |
| 38 | Camerun (bandiera)     | C     | Franck Evina       |
| 40 | Germania (bandiera)    | P     | Benedikt Grawe     |

### Rosa 2021-2022
Aggiornata al 19 agosto 2021.
| N. |                     | Ruolo | Calciatore                  |
| -- | ------------------- | ----- | --------------------------- |
| 1  | Germania (bandiera) | P     | Patrick Drewes              |
| 2  | Russia (bandiera)   | D     | Aleksandr Žirov             |
| 5  | Germania (bandiera) | C     | Carlo Sickinger             |
| 7  | Benin (bandiera)    | C     | Cebio Soukou                |
| 8  | Germania (bandiera) | C     | Christian Kinsombi          |
| 9  | Germania (bandiera) | A     | Daniel Keita-Ruel           |
| 10 | Germania (bandiera) | C     | Julius Biada                |
| 13 | Germania (bandiera) | P     | Rick Wulle                  |
| 14 | Germania (bandiera) | D     | Tim Kister                  |
| 15 | Germania (bandiera) | D     | Immanuel Höhn               |
| 17 | Germania (bandiera) | C     | Erik Zenga                  |
| 18 | Germania (bandiera) | D     | Dennis Diekmeier (capitano) |

| N. |                        | Ruolo | Calciatore         |
| -- | ---------------------- | ----- | ------------------ |
| 19 | Kosovo (bandiera)      | D     | Bashkim Ajdini     |
| 20 | Marocco (bandiera)     | C     | Anas Ouahim        |
| 21 | Germania (bandiera)    | C     | Philipp Ochs       |
| 22 | Austria (bandiera)     | C     | Marcel Ritzmaier   |
| 23 | Germania (bandiera)    | C     | Christian Conteh   |
| 25 | Senegal (bandiera)     | D     | Oumar Diakhité     |
| 26 | Germania (bandiera)    | C     | Janik Bachmann     |
| 27 | Germania (bandiera)    | D     | Arne Sicker        |
| 30 | Germania (bandiera)    | A     | Alexander Esswein  |
| 36 | Inghilterra (bandiera) | D     | Chima Okoroji      |
| 40 | Germania (bandiera)    | P     | Benedikt Grawe     |
| -- | Germania (bandiera)    | D     | Raphael Framberger |